# Grace (Jeff-Buckley-Album)
Grace ist das einzige vollendete Studioalbum des US-amerikanischen Musikers Jeff Buckley. Es ist dem Alternative-Rock-Genre zuzurechnen und wurde am 23. August 1994 veröffentlicht.

## Entstehungsgeschichte
Jeff Buckley, Sohn des Songwriters Tim Buckley, startete seine professionelle Karriere als eine Art Barsänger im New Yorker Café Sin-é und hatte sich dort einen Namen gemacht. Seine Auftritte bestanden zunächst nur aus Solo-Auftritten mit elektrischer Gitarre. Während dieser Phase entstanden viele Songs für sein Debütalbum. Einen weiteren kreativen Schub brachte die Zusammenarbeit mit dem ehemaligen Captain-Beefheart-Gitarristen Gary Lucas, der auch auf dem Album in Erscheinung tritt. In der Folge rekrutierte Buckley eine Band um den Schlagzeuger Matt Johnson und den dänisch-amerikanischen Bassisten Mick Grøndahl. Während der Aufnahmen zum Album stieß Michael Tighe als Leadgitarrist hinzu.
Die Aufnahmen für das Album betreute Andy Wallace als Produzent, der als Tontechniker des Nirvana-Albums Nevermind Bekanntheit erlangt hatte. Da das eigene Material nicht ausreichte, wurden drei Coverversionen mit auf das Album genommen. Das Lied So Real entstand während einer Tournee und wurde von Buckley persönlich produziert. In späteren Versionen wurde der Song Forget Her als Schlussstück hinzugefügt.

## Inhalt
Das Album ist dem Alternative Rock zuzurechnen. Die Gitarre ist das dominierende Instrument. Bemerkenswert ist die stilistische Bandbreite, die Buckley und seine Band auf dem Album verarbeiten: neben dynamischen Post-Rock-Balladen wie Mojo Pin und Jazz-Klassikern wie Lilac Wine (bekannt durch Nina Simone) gibt es ein Stück von Benjamin Britten, zügigen Folk-Rock wie Last Goodbye, eine Solodarbietung von Leonard Cohens Hallelujah (dessen Arrangement er von John Cale übernahm und stark reduzierte), und Dream Brother, das von klassischer indischer Musik beeinflusst ist. Ebenso lässt sich ein Lied im zeitgenössischen Grunge-Stil ausmachen (Eternal Life).
Neben der stilistischen Vielfalt beruft sich Buckley auf zahlreiche Einflüsse, die sich auf dem Album wiederfinden: unter anderem Nina Simone, Nusrat Fateh Ali Khan, Morrissey, Bob Dylan, Leonard Cohen, Alex Chilton, Led Zeppelin, Joni Mitchell, Van Morrison, Stevie Wonder, Édith Piaf, Judy Garland und Freddie Mercury.
Beim größten Teil der Lieder handelt es sich um längere Balladen (durchschnittlich fünf Minuten) in mäßigem Tempo, die vor allem dazu dienen, Buckley einen Raum für seinen Gesang zu geben, um den das Album klar konstruiert ist. Die Lieder sind auf Buckleys enormen Stimmumfang (etwa vier Oktaven) sowie auf sein klares Falsett und die Alteration zwischen verschiedenen Registern hin ausgelegt. Buckleys Stimme ist als hoher Tenor und als Countertenor zu klassifizieren. Die metaphorischen Texte des Albums handeln von der Allgegenwärtigkeit des Todes, von hingebungsvoller Liebe, vom Verlassenwerden und auch von der Beziehung zu seinem entfremdeten Vater.

## Einfluss und Rezeption
Grace gilt als eines der besten Alben der 90er Jahre. Zahlreiche nachfolgende Sänger berufen sich auf seinen Einfluss, unter anderem Thom Yorke von Radiohead sowie Matthew Bellamy von Muse und Chris Martin von Coldplay. Etablierte Musiker äußerten sich zum Teil euphorisch, unter anderem Bono, Elvis Costello und Jimmy Page. Kritische Stimmen kamen unter anderem von Robert Christgau, der Buckley als „syncretic asshole“ bezeichnete.
Besonders erfolgreich und bekannt wurde seine Interpretation des Leonard-Cohen-Stücks Hallelujah.

## Titelliste
1. Mojo Pin (Jeff Buckley, Gary Lucas) – 5:41
2. Grace (Buckley, Lucas) – 5:22
3. Last Goodbye (Buckley) – 4:35
4. Lilac Wine (James Shelton) – 4:32
5. So Real (Jeff Buckley, Michael Tighe) – 4:43
6. Hallelujah (Leonard Cohen) – 6:53
7. Lover, You Should've Come Over (Buckley) – 6:43
8. Corpus Christi Carol (Benjamin Britten) – 2:56
9. Eternal Life (Buckley) – 4:52
10. Dream Brother (Buckley, Mick Grøndahl, Matt Johnson) – 5:26

Auf späteren Versionen enthalten:
11. Forget Her (Buckley) – 5:13

## Kommerzieller Erfolg

### Chartplatzierungen
| ChartsChartplatzierungen       | Höchstplatzierung | Wochen |
| ------------------------------ | ----------------- | ------ |
| Vereinigte Staaten (Billboard) | 149 (8 Wo.)       | 8      |
| Vereinigtes Königreich (OCC)   | 31 (22 Wo.)       | 22     |

### Auszeichnungen für Musikverkäufe
| Land/Region                  | Auszeichnungen für Musikverkäufe (Land/Region, Auszeichnung, Verkäufe) | Verkäufe  |
| ---------------------------- | ---------------------------------------------------------------------- | --------- |
| Australien (ARIA)            | 8× Platin                                                              | 560.000   |
| Dänemark (IFPI)              | Gold                                                                   | (10.000)  |
| Europa (IFPI)                | Platin                                                                 | 1.000.000 |
| Frankreich (SNEP)            | 2× Gold                                                                | (200.000) |
| Italien (FIMI)               | Platin                                                                 | (50.000)  |
| Kanada (MC)                  | Gold                                                                   | 50.000    |
| Neuseeland (RMNZ)            | Gold                                                                   | 7.500     |
| Portugal (AFP)               | Gold                                                                   | (3.500)   |
| Vereinigte Staaten (RIAA)    | Platin                                                                 | 1.000.000 |
| Vereinigtes Königreich (BPI) | 2× Platin                                                              | (600.000) |
| Insgesamt                    | 6× Gold · 13× Platin ·                                                 | 2.617.500 |